# Ішметово
Ішме́тово (рос. Ишметово, башк. Ишмәт) — присілок у складі Краснокамського району Башкортостану, Росія. Входить до складу Музяківської сільської ради.
Населення — 106 осіб (2010; 105 у 2002).
Національний склад:
- марійці — 90 %